# Séminaire international Saint-Pierre
Le Séminaire International Saint-Pierre (en allemand : Internationales Priesterseminar St. Petrus) est un séminaire catholique interdiocésain et international pour la formation de futurs prêtres germanophones ou francophones. Il est confié à la fraternité sacerdotale Saint-Pierre et se trouve à Wigratzbad en Allgäu, partie de la Bavière(Allemagne).

## Historique
Le séminaire a été fondé en 1988 grâce à la permission du cardinal Castrillón Hoyos, responsable de la commission Ecclesia Dei, avec l'accord de l'ordinaire du lieu, Josef Stimpfle, évêque d'Augsbourg, et surtout du soutien du cardinal Ratzinger, futur Benoît XVI. Il forme des futurs prêtres, appartenant majoritairement à la fraternité sacerdotale Saint-Pierre, destinés à la liturgie préconciliaire, dite selon la « forme extraordinaire du rite romain », utilisant les livres liturgiques de 1962 en latin.
Les locaux ont été agrandis et modernisés en l'an 2000, puis en 2010. En 2020, près d'une centaine de séminaristes y poursuivent leurs études. Le recteur (ou régent) est l'abbé Vincent Ribeton. C'est le plus grand des trois séminaires de la fraternité. 
Le séminaire est voisin d'une « église expiatoire ».